# Jamendo
Jamendo est un site web gratuit de musique et une communauté internationale d'artistes indépendants et de fans de musique.
À l'origine, Jamendo était une plateforme de musique sous licence Creative Commons. À partir d'octobre 2015, Jamendo ne se présente plus comme tel mais plutôt comme un service de streaming gratuit et téléchargement gratuit à usage personnel. Le but de Jamendo est de rassembler musiciens et passionnés de musique indépendante, tout en offrant des possibilités pour les artistes de mieux se faire connaître et de gagner de l'argent.
Au cœur de Jamendo réside un modèle économique qui assure gratuitement le téléchargement et le streaming de musique pour les internautes, tout en permettant aux artistes de vendre des licences commerciales de leur musique pour des usages professionnels, comme la musique de synchronisation pour des créations audiovisuelles ou la diffusion dans un lieu public.
Basé au Luxembourg, Jamendo a une communauté de 3 millions d'utilisateurs en 2017.
À la fin de 2013, le catalogue comporte 400 000 titres, partagés par plus de 30 000 artistes de plus de 150 pays. 

## Historique
La société Jamendo SA a été créée fin 2004 sous le nom Peermajor SARL et a démarré son activité en janvier 2005. Elle est financée en juin 2007 par Mangrove Capital Partners, les investisseurs de Skype.
À partir de janvier 2007, Jamendo teste un programme de partage de revenus publicitaires qui sera par la suite abandonné. En décembre 2007, la deuxième version du site est mise en ligne, offrant un nouveau design et de nouvelles fonctionnalités. Le 18 juin 2008, le 10 000e album est publié sur Jamendo.

Ancien logo (2007-2012)

Fin 2008, Jamendo lance une plate-forme de vente de licences d'utilisation commerciale, baptisée Jamendo PRO. Elle permet de sonoriser soit des projets audiovisuels (films, jeux vidéo, documentaires, podcasts…), soit des lieux accueillant du public (commerces, restaurants, hôtels…).
En réaction à la riposte graduée prévue par la loi « Création et Internet » dite loi « HADOPI », Jamendo a instauré début 2009 le Remerciement Gradué, composé également de trois étapes : pour un titre téléchargé sur Jamendo, l’internaute recevait un courriel de remerciement, en cas de « récidive », une lettre accompagnée d'un « kit du complice » (autocollants, outils de promotion…), et en dernière mesure, un mois d’abonnement Internet lui était remboursé s'il convainquait un lieu public de devenir un espace de culture libre avec Jamendo PRO.
En juin 2009, Jamendo lance ses applications mobiles pour Android et iOS. Le même mois, l'un des cofondateurs Sylvain Zimmer reçoit le prix de Jeune Entrepreneur de l’année au Luxembourg. En décembre 2009, un partenariat est conclu avec le service de musique à la demande Deezer, permettant aux artistes Jamendo d'y partager leur musique.
En janvier 2010, Jamendo cherche un repreneur et fait entrer dans son capital la société belge MusicMatic (aujourd'hui Storever), spécialiste de la sonorisation de lieux accueillant du public,.
Parallèlement à l'opération Carte Musique Jeune lancée par le Ministère de la Culture et de la Communication le 28 octobre 2010, Jamendo lance la carte « J'aime la Musique », une manière originale de promouvoir ses artistes.
Le 24 avril 2012, la troisième version du site est mise en ligne. Elle propose un nouveau design et de nouvelles fonctionnalités permettant de promouvoir davantage les artistes, dix nouvelles radios thématiques, etc.

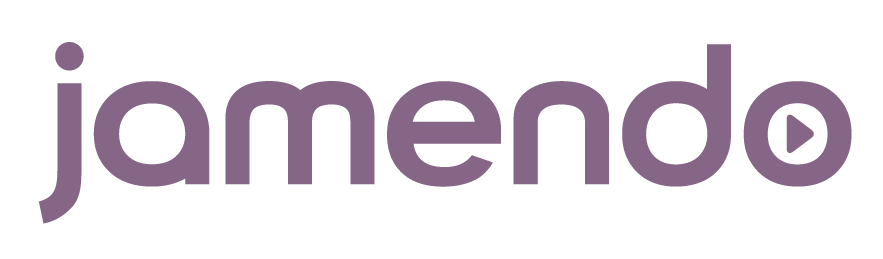
Ancien logo (2012–2015)

C'est le 8 décembre 2014 que Jamendo PRO change officiellement son nom pour devenir Jamendo Licensing, illustrant sa volonté de refondre entièrement l'aspect de son service commercial.
En octobre 2015, Jamendo devint Jamendo Music, évolution due au désir de clairement établir une distinction entre les deux piliers de l'entreprise (Jamendo Music et Jamendo Licensing). Alors que Jamendo Music s'applique à fournir de la musique à usage privé, Jamendo Licensing se définit comme un marché où n'importe qui peut acheter ou vendre de la musique, que cela soit pour un projet multimédia (télévision, film, publicité, production vidéo..) ou pour de la musique pour la sonorisation d'un espace commercial.
En 2018 Jamendo devient, avec Radionomy et Storever, une branche d'AudioValley, une société belge jouant la carte de l'agrégation d'audiences numériques à l'échelle mondiale.

## Diffusion de musique
Jamendo propose aux artistes de mettre en ligne leur musique en choisissant la licence Creative Commons (licence libre, ou licence de libre diffusion laissant à l'auteur le monopole des utilisations commerciales et le monopole des travaux dérivés, par exemple) sous laquelle le contenu audio sera diffusé.
Les artistes qui s'inscrivent sur Jamendo ne peuvent être en parallèle membres de sociétés de gestion collective telles que la SACEM, la SABAM, la SGAE ou encore la GEMA, du fait du caractère exclusif des droits qu'ils leur confient. Néanmoins, certaines de ces sociétés de gestion telles que la SACEM en France ont adopté une politique plus souple en proposant à leurs sociétaires de diffuser certains titres sous licences Creative Commons, excluant toutefois l’utilisation commerciale des titres. Aux États-Unis, les organisations ASCAP et BMI sont non exclusives et sont davantage compatibles avec Jamendo.
Chaque artiste dispose d'un profil pour présenter ses albums, annoncer ses dates de concerts et communiquer avec ses fans, ainsi que d’une interface de gestion lui donnant accès à divers outils (statistiques, messages aux fans, création de blog, etc.).
Jamendo offre des outils de diffusion tels que le widget (généré pour chaque album ou titre) et les boutons de partage vers les réseaux sociaux (Facebook, Twitter, Google+), et propose également un système de dons.

## Utilisation du site
Jamendo permet l'écoute directe en streaming de fichiers audio au format MP3 (96 kbit/s), et assure également le téléchargement direct des morceaux en MP3 (192 kbit/s). L’écoute et le téléchargement sont gratuits, illimités et sans interruption publicitaire.
Chaque utilisateur dispose d’un compte personnel lui permettant de créer des playlists, des favoris, de devenir fan d’artistes, de partager leur musique sur les réseaux sociaux, de rédiger des critiques de leurs titres ou albums, et de leur faire un don.
La page d’accueil propose de découvrir des artistes ou des playlists par genre ou thème, ainsi que des classements et des radios thématiques.
Le moteur de recherche de Jamendo fonctionne par « artiste », « album » ou « titre », mais a la particularité de fonctionner aussi par tag, des mots-clés déterminés par les artistes pour décrire leurs chansons (genre, instrument, atmosphère).
Enfin, Jamendo est également intégré dans plusieurs lecteurs multimédia externes dont VLC, Amarok, Clementine et Songbird.

## Jamendo Licensing
La plateforme de Jamendo dédiée aux licences musicales a vu le jour fin 2008 sous le nom de Jamendo PRO, servant d’intermédiaire entre les artistes et les tiers désireux d’utiliser certaines œuvres dans le cadre de leur projet commercial. Basé sur le principe de CC Plus, les licences sont conclues notamment pour les droits non couverts par les licences Creative Commons.
Les artistes présents sur Jamendo sont libres d’utiliser ce service qui leur permet de percevoir 65 % des revenus issus de ces licences.
Début 2015, le service prend de l'ampleur et change de nom pour Jamendo Licensing.
L’offre se distingue en trois parties : Catalogue s’adresse aux professionnels créateurs de contenu multimédia (publicités, films, documentaires, reportages, jeux vidéo, applications mobiles, etc.). Musique d'ambiance est dédié aux espaces accueillant du public (commerces, hôtels, restaurants, etc.) et propose des ambiances musicales thématiques. Par ailleurs, une partie de l'offre de musique classique Jamendo est fournie par le label indépendant italien OnClassical,. Enfin, Composition propose aux artistes compositeurs de créer des morceaux sur-mesure pour des clients ayant des besoins musicaux spécifiques.